# Matt Abood
Matthew (Matt) Abood (Sydney (New South Wales), 28 juni 1986) is een Australische zwemmer. . Op de kortebaan is hij houder van de Australische records op de 50 en de 100 meter vrije slag.

## Carrière
Bij zijn internationale debuut, op de wereldkampioenschappen zwemmen 2009 in de Italiaanse hoofdstad Rome, strandde Abood in de halve finales van de 50 meter vrije slag en in de series van de 100 meter vrije slag. Op de 4x100 meter vrije slag eindigde hij samen met Matt Targett, Andrew Lauterstein en Tommaso D'Orsogna op de achtste plaats.
Op de wereldkampioenschappen kortebaanzwemmen 2010 in Dubai eindigde de Australiër als vijfde op de 100 meter vrije slag, op de 50 meter vrije slag werd hij uitgeschakeld in de halve finales. Samen met James Magnussen, Kyle Richardson en Tommaso D'Orsogna eindigde hij als vijfde op de 4x100 meter vrije slag, op de 4x100 meter wisselslag eindigde hij samen met Benjamin Treffers, Brenton Rickard en Geoff Huegill op de vijfde plaats.
Tijdens de wereldkampioenschappen zwemmen 2011 in Shanghai strandde Abood in de halve finales van de 50 meter vrije slag. Samen met James Magnussen, Matt Targett en Eamon Sullivan veroverde hij de wereldtitel op de 4x100 meter vrije slag.

### 2013-2016
In Barcelona nam de Australiër deel aan de wereldkampioenschappen zwemmen 2013. Op dit toernooi werd hij uitgeschakeld in de halve finales van de 50 meter vrije slag.
Op de Gemenebestspelen 2014 in Glasgow eindigde Abood als vierde op de 50 meter vrije slag. Op de 4x100 meter vrije slag legde hij samen met Tommaso D'Orsogna, James Magnussen en Cameron McEvoy beslag op de gouden medaille. Tijdens de Pan-Pacifische kampioenschappen zwemmen 2014 in Gold Coast eindigde de Australiër als zesde op de 50 meter vrije slag en als tiende op de 100 meter vrije slag. Samen met Tommaso D'Orsogna, James Magnussen en Cameron McEvoy sleepte hij de gouden medaille in de wacht op de 4x100 meter vrije slag. In Doha nam Abood deel aan de wereldkampioenschappen kortebaanzwemmen 2014. Op dit toernooi strandde hij in de halve finales van de 50 meter vrije slag. Op de 4x100 meter vrije slag eindigde hij samen met Cameron McEvoy, Travis Mahoney en Tommaso D'Orsogna op de vijfde plaats. Samen met Mitch Larkin, Jake Packard en Tommaso D'Orsogna zwom hij in de series van de 4x100 meter wisselslag, in de finale eindigden Larkin, Packard en D'Orsogna samen met Cameron McEvoy op de zesde plaats.
Op de wereldkampioenschappen zwemmen 2015 in Kazan werd de Australiër uitgeschakeld in de halve finales van de 50 meter vrije slag. Op de 4x100 meter vrije slag strandde hij samen met Tommaso D'Orsogna, Kyle Chalmers en Ashley Delaney in de series.
Tijdens de Olympische Zomerspelen van 2016 in Rio de Janeiro werd Abood uitgeschakeld in de series van de 50 meter vrije slag. Samen met James Magnussen, Kyle Chalmers en James Roberts zwom hij in de series van de 4x100 meter vrije slag, in de finale veroverden Magnussen, Chalmers en Roberts samen met Cameron McEvoy de bronzen medaille. Voor zijn aandeel in de series ontving Abood eveneens de bronzen medaille.

## Internationale toernooien
| Jaar | Olympische Spelen                                                   | WK langebaan                                                | WK kortebaan                                                                            | PanPacs                                                     | Gemenebestspelen                      |
| ---- | ------------------------------------------------------------------- | ----------------------------------------------------------- | --------------------------------------------------------------------------------------- | ----------------------------------------------------------- | ------------------------------------- |
| 2009 |                                                                     | 14e 50m vrije slag 17e 100m vrije slag 8e 4x100m vrije slag |                                                                                         |                                                             |                                       |
| 2010 |                                                                     |                                                             | 14e 50m vrije slag 5e 100m vrije slag 5e 4x100m vrije slag 5e 4x100m wisselslag         | geen deelname                                               | geen deelname                         |
| 2011 |                                                                     | 12e 50m vrije slag · 4x100m vrije slag                      |                                                                                         |                                                             |                                       |
| 2012 | geen deelname                                                       |                                                             | geen deelname                                                                           |                                                             |                                       |
| 2013 |                                                                     | 11e 50m vrije slag                                          |                                                                                         |                                                             |                                       |
| 2014 |                                                                     |                                                             | 15e 50m vrije slag 5e 4x100m vrije slag 6e 4x100m wisselslag Abood zwom enkel de series | 6e 50m vrije slag · 10e 100m vrije slag · 4x100m vrije slag | 4e 50m vrije slag · 4x100m vrije slag |
| 2015 |                                                                     | 14e 50m vrije slag 13e 4x100m vrije slag                    |                                                                                         |                                                             |                                       |
| 2016 | 33e 50m vrije slag · 4x100m vrije slag · Abood zwom enkel de series |                                                             | 6-11 december                                                                           |                                                             |                                       |

## Persoonlijke records
Bijgewerkt tot en met 12 augustus 2013
Kortebaan
| Afstand         | Tijd  | Datum            | Plaats    |
| --------------- | ----- | ---------------- | --------- |
| 50m vrije slag  | 20,89 | 15 november 2009 | Berlijn   |
| 100m vrije slag | 45,46 | 21 november 2009 | Singapore |

Langebaan
| Afstand         | Tijd  | Datum        | Plaats |
| --------------- | ----- | ------------ | ------ |
| 50m vrije slag  | 21,74 | 31 juli 2009 | Rome   |
| 100m vrije slag | 48,35 | 26 juli 2009 | Rome   |